# Désiré Gernez
Désiré Gernez, né à Valenciennes le 24 avril 1834 et mort à Paris le 31 octobre 1910, est un physico-chimiste français qui a travaillé auprès de Henri Sainte-Claire Deville et de Louis Pasteur.

## Biographie
Alors qu'il est maître d'études, chargé du cours de mathématiques au collège du Quesnoy (Nord), il est reçu à l'École normale supérieure en 1855 dans la section des sciences.
Il est élève de l’École normale supérieure jusqu'en 1858 puis il est nommé professeur de physique au lycée impérial d'Agen (Lot-et-Garonne). Il revient à Paris comme agrégé-préparateur de physique au laboratoire de Pasteur à l'École normale supérieure de 1860 à 1864. Cette même année parait le premier numéro des Annales scientifiques de l'École normale sous la direction de Louis Pasteur, Gernez présente un mémoire sur le pouvoir rotatoire de certains liquides et de leurs vapeurs qui était son sujet de thèse. De 1864 à 1865, il est au lycée impérial de Dijon (Côte-d'Or) comme professeur de physique. Ensuite, il est nommé astronome-adjoint à l'Observatoire de Paris puis professeur de physique d'abord au lycée impérial de Versailles puis au lycée Saint-Louis à Paris. Enfin, de 1868 à 1881, il enseigne la physique au lycée Louis-le-Grand. Lorsque Pasteur est victime d'une attaque d'hémiplégie en 1868, Gernez veille sur Pasteur.
Il fait paraître les conférences scientifiques faites par Émile Verdet à l’École normale en 1872.
En 1873, Il participe à la fondation de la Société française de physique avec d'anciens normaliens comme Joseph-Charles d'Almeida, Alfred Cornu, Jules Antoine Lissajous et Éleuthère Mascart. Il obtient un second poste à l'École centrale des arts et manufactures de Paris en tant que professeur de chimie, poste qu'il occupera jusqu'en 1906. Entretemps, en 1881, il devient Maître de conférences de chimie à l’École normale supérieure puis en 1897 directeur du laboratoire de chimie des Hautes Études à l’École normale supérieure.
Il est élu membre de l'Assemblée de l'Institut Pasteur en 1905 et le 25 juin 1906, il est élu membre de l'Académie des sciences dans la section de physique générale en remplacement de Pierre Curie.

## Activités de recherche
Avec Pasteur, il a principalement étudié les maladies des vins et des vers à soie. Dès 1863, l'été, il se rend à Arbois (Jura) avec Émile Duclaux, Jules Raulin et Georges Lechartier où des expériences sur les vins du Jura sont réalisées par Pasteur et ce dernier présente à l'Académie des sciences un travail sur les vins en 1864 dans lequel il précise que les agrégés-préparateurs l'ont aidé. Puis en 1865, Pasteur ayant entrepris des travaux sur les vers à soie, Gernez va à Pont-Gisquet (Gard) avec Eugène Maillot, il y retournera en 1869.
En 1874, Pasteur présente à l'Académie des sciences, le travail de Gernez sur deux variétés de soufre.
Gernez reprend une série d'expériences de Jean-Baptiste Biot sur le pouvoir rotatoire des liquides et en conclut que ce pouvoir se conserve à l'état gazeux, ce travail lui permettra d'obtenir en 1885 le prix La Caze de l'Académie des sciences.
Il a principalement étudié les corps en équilibre instable comme la sursaturation des sels, la surfusion, le retard à l'ébullition des liquides et la sursaturation des gaz.
Il a publié le résultat de ses recherches dans différentes revues : les Annales scientifiques de l'École normale, les Comptes rendus de l'Académie des sciences, le Journal de Physique, les Annales de chimie et de physique, le Bulletin de la Société philomatique de Paris et dans le Bulletin de la Société chimique de France.